# Neoplocaederus viridipennis
Neoplocaederus viridipennis es una especie de escarabajo longicornio del género Neoplocaederus, tribu Cerambycini, subfamilia Cerambycinae. Fue descrita científicamente por Hope en 1843.

## Descripción
Mide 24-26 milímetros de longitud.

## Distribución
Se distribuye por Angola, Benín, Costa de Marfil, Guinea Ecuatorial, Nigeria, Uganda, República Centroafricana, República Democrática del Congo, República del Congo, Sierra Leona y Togos.